# UFL Championship Game 2010
El Championship Game de 2010 fue el juego final de la segunda temporada en la United Football League en disputa del Trofeo William Hambrecht. El juego se llevó a cabo en el Rosenblatt Stadium en Omaha, Nebraska el 27 de noviembre (dos días después de Acción de gracias). En él se enfrentaron por segunda vez consecutiva Florida Tuskers y Las Vegas Locomotives, ganando por segunda vez consecutiva Las Vegas por marcador de 23-20.

## Antecedentes
El 12 de mayo de 2010 la UFL anunció que la sede de la segunda edición del Championship Game sería determinada después de la semana 4, con una fórmula que tomó en consideración "venta de boletos y de mercancías, marca del equipo y seguidores." la fecha de esta edición era el 26 de noviembre (un día después de acción de gracias).

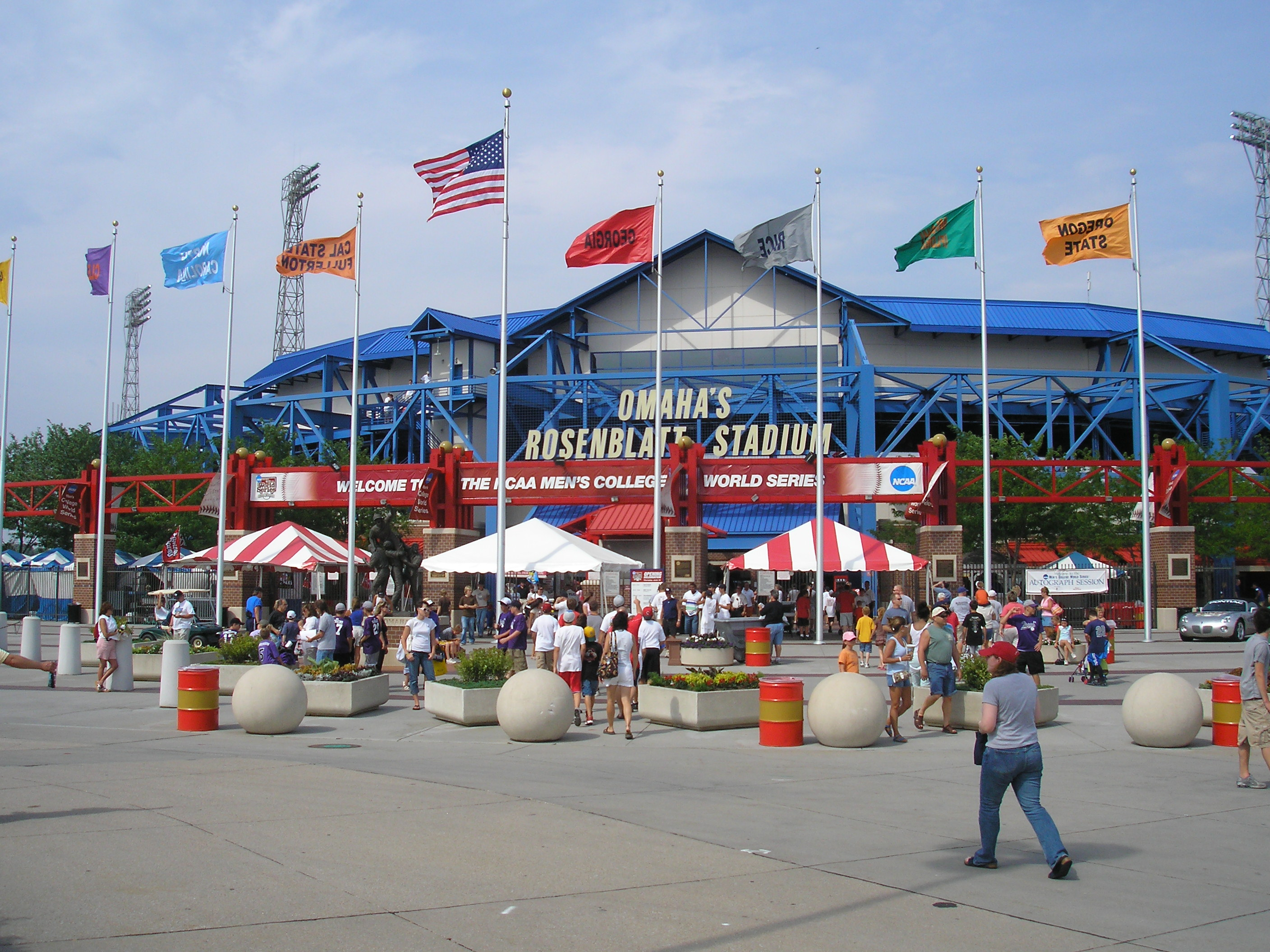
Estadio Rosenblatt sede de la segunda edición del Championship Game.

El 18 de octubre que finalizó la semana 5 se anunció en el Rosenblatt Stadium que el Championship Game se disputaría en ese estadio el 27 de noviembre a las 11:00 h (hora local), a esa fecha Omaha Nighthawks lideraba la tabla de posiciones junto con Las Vegas Locomotives con marca de 3-1, en sus 2 partidos de local se vendieron todos los boletos, mientras en las cuentas de Facebook y Twitter contaba con más de 15,000 miembros.
Las Vegas Locomotives califico al Championship Game en la semana 7 en la que venció a Omaha Nighthawks 24-10 y llegar a una marca de 5-1, esto combinándose con la victoria de Hartford Colonials sobre Sacramento Mountain Lions, el equipo fue dirigido por Jim Fassel.
Florida Tuskers califico al Championship Game en la última semana (semana 10) luego de derrotar a Omaha Nighthawks por marcador de 27-10, el equipo fue dirigido por Jay Gruden.
| y - Las Vegas Locomotives | 5 | 3 | 0 | 0.625 | 174 | 142 |
| y - Florida Tuskers       | 5 | 3 | 0 | 0.625 | 213 | 136 |
| Sacramento Mountain Lions | 4 | 4 | 0 | 0.500 | 169 | 162 |
| Hartford Colonials        | 3 | 5 | 0 | 0.375 | 169 | 194 |
| Omaha Nighthawks          | 3 | 5 | 0 | 0.375 | 111 | 202 |

y - Avanzo al Championship Game

## Resumen del juego

### Oficiales
| - Perry Havener - Sarah Thomas - Robert Powell - Johnnie Forter | - Ivan Daniels - Peter Newton - Tom Keeling - Ian Green |

### Titulares
| Florida Tuskers | Florida Tuskers | Florida Tuskers | Florida Tuskers | Florida Tuskers | Florida Tuskers   |
| --------------- | --------------- | --------------- | --------------- | --------------- | ----------------- |
| Ofensiva        | Ofensiva        | Ofensiva        | Defensiva       | Defensiva       | Defensiva         |
| WR              | 88              | Calvin Russell  | DE              | 93              | Darrion Scott     |
| OT              | 75              | Seth Wand       | DT              | 68              | Mckinley Boykin   |
| OG              | 66              | Anthony Davis   | DT              | 98              | Bryan Save        |
| OC              | 58              | Enoka Lucas     | DE              | 53              | Joe Clermond      |
| OG              | 72              | Kyle Young      | LB              | 55              | Terrence Melton   |
| OT              | 76              | Na'Shan Goddard | LB              | 50              | Tony Taylor       |
| TE              | 80              | Jason Pociask   | LB              | 54              | Jeremy Leman      |
| WR              | 19              | Chas Gessner    | CB              | 26              | Simeon Castille   |
| QB              | 14              | Chris Greisen   | SS              | 44              | Herana-Daze Jones |
| FB              | 40              | James Develin   | FS              | 23              | Jerome Carter     |
| RB              | 33              | Dominic Rhodes  | CB              | 24              | Darrius Vinnett   |

| Las Vegas Locomotives | Las Vegas Locomotives | Las Vegas Locomotives | Las Vegas Locomotives | Las Vegas Locomotives | Las Vegas Locomotives |
| --------------------- | --------------------- | --------------------- | --------------------- | --------------------- | --------------------- |
| Ofensiva              | Ofensiva              | Ofensiva              | Defensiva             | Defensiva             | Defensiva             |
| WR                    | 13                    | Tab Perry             | DE                    | 95                    | Adrian Awasom         |
| OT                    | 75                    | Brandon Braxton       | DT                    | 97                    | Lauvale Sape          |
| OG                    | 51                    | Brian Toal            | DT                    | 96                    | Antwan Lake           |
| OC                    | 79                    | Jesse Boone           | DE                    | 50                    | Eric Henderson        |
| OG                    | 62                    | Anthony Oakley        | LB                    | 56                    | Brandon Moore         |
| OT                    | 70                    | Jason Capizzi         | LB                    | 90                    | Edgerton Hartwell     |
| TE                    | 87                    | Adam Bergen           | LB                    | 57                    | Teddy Lehman          |
| WR                    | 81                    | Andrae Thurman        | CB                    | 24                    | Wale Dada             |
| QB                    | 2                     | Chase Clment          | SS                    | 27                    | C.J. Wallace          |
| FB                    | 35                    | Bobby Rome            | FS                    | 34                    | Jamal Lewis           |
| RB                    | 26                    | Marcel Shipp          | CB                    | 36                    | Isaiah Trufant        |

## Estadísticas
|                                     | Florida | Las Vegas |
| ----------------------------------- | ------- | --------- |
| First Downs                         | 23      | 13        |
| Por Carrera-Pase-Falta              | 7-15-1  | 6-7-0     |
| Eficiencia Tercer Down              | 7/13    | 7/12      |
| Eficiencia Cuarto Down              | 0/1     | 0/0       |
| Yardas Totales                      | 468     | 343       |
| Jugadas Ofensivas                   | 74      | 48        |
| Yardas por jugada                   | 6.3     | 7.1       |
| Yardas por Pase                     | 346     | 237       |
| Pases – Completos-Intentos          | 24/42   | 16/25     |
| Pases - TD-Intercepciones           | 0-0     | 2-1       |
| Yardas por Carrera                  | 122     | 106       |
| Carrera - Intentos-TD               | 32-2    | 23-1      |
| Yardas por Regresos                 | 123     | 140       |
| Kickoff - Regresos-Yardas-TD        | 4-92-0  | 6-134-0   |
| Punt - Regresos-Yardas-TD           | 2-20-0  | 1-6-0     |
| Fumble - Regresos-Yardas-TD         | 0-0-0   | 0-0-0     |
| Intercepciones - Regresos-Yardas-TD | 1-11-0  | 0-0-0     |
| Fumbles - Numero-perdidos           | 1–0     | 0-0       |
| Capturas - Numero-Yardas            | 0-0     | 0-0       |
| Faltas - Numero-Yardas              | 6–40    | 2–10      |
| Eficiencia Zona Roja                | 2-4     | 0-1       |
| Tiempo de Posesión                  | 35:27   | 24:33     |